# The Wildest Show in the South: The Angola Prison Rodeo
The Wildest Show in the South: The Angola Prison Rodeo ist ein Kurz-Dokumentarfilm von Simeon Soffer aus dem Jahr 1999. Der Film ist über das Rodeo, das im Gefängnis Louisiana State Penitentiary at Angola ausgetragen wird. Die Teilnehmer sind Sträflinge. Es ist ein Nachfolger von Die Farm.

## Hintergrund
Das Angola Prison Rodeo findet seit 1967 statt und zieht bis zu 12.000 Besucher an. Rund um das eigentliche Rodeo findet sich ein kleiner Jahrmarkt und von Stäflingsgesellschaften unterhaltene Ess-Buden. Gab es früher in den Südstaaten öfter Gefängnis-Rodeos ist es das letzte seiner Art. Das Rodeo findet an jedem Wochenende im Oktober und einem Wochenende im April statt. Ziele des Rodeos sollen Rehabilitation, die Generierung von Einnahmen für Sträflingsprojekte und Steigerung von Tourismuseinnahmen für das nahe West Feliciana Parish sein. Das Rodeo gilt als besonders gefährlich, da die Teilnehmer Sträflinge sind, die nicht für Rodeos trainieren können.
The Wildest Show in the South: The Angola Prison Rodeo ist die Fortsetzung des Dokumentarfilms Die Farm.

## Auszeichnungen und Nominierungen
- Oscar 2000: The Wildest Show in the South: The Angola Prison Rodeo wurde 2000 für den Oscar für den besten Dokumentar-Kurzfilm nominiert. Der Kurzfilm musste sich aber King Gimp von Susan Hannah Hadary und William A. Whiteford geschlagen geben.[3]
- IDA Award 2000: Der Film wurde mit dem International Documentary Association Award ausgezeichnet.[4]